# Morti il 22 agosto
| Questa pagina contiene informazioni ricavate automaticamente dalle voci biografiche con l'ausilio del template Bio e di un bot. L'aggiornamento è periodico e automatico e ricostruisce completamente la pagina. Se manca una persona in questa lista, sei pregato di non aggiungerla, ma accertati piuttosto che la sua voce biografica contenga il template Bio e che i dati anagrafici siano correttamente compilati. Se il template Bio manca, inseriscilo tu stesso o, in alternativa, metti l'avviso {{tmp\|Bio}} che ne segnala la mancanza. Se i dati riportati sono sbagliati, correggi direttamente la voce biografica; le modifiche saranno visibili in questa lista entro pochi giorni. Per chiarimenti vedi il progetto biografie. La lista contiene solo le 491 persone che sono citate nell'enciclopedia e per le quali è stato implementato correttamente il template Bio. Pagina aggiornata al 17 lug 2025. |

## IX secolo(2)
- 845 - Dionigi di Tell Mahre, vescovo e storico siriaco
- 873 - Ildebrando, vescovo italiano

## XII secolo(2)
- 1138 - Gospatric II di Lothian, nobile anglosassone
- 1155 - Konoe, imperatore giapponese (n. 1139)

## XIII secolo(4)
- 1221 - Guido Papareschi, cardinale, vescovo cattolico e diplomatico italiano
- 1241 - Papa Gregorio IX, papa, vescovo cattolico e cardinale italiano
- 1255 - Jarler, arcivescovo cattolico svedese
- 1280 - Papa Niccolò III, papa e cardinale italiano

## XIV secolo(6)
- 1301 - Giacomo Bianconi, presbitero italiano (n. 1220)
- 1304 - Giovanni I di Hainaut, nobile olandese (n. 1247)
- 1313 - Jean Le Moine, vescovo e cardinale francese
- 1338 - Guglielmo d'Aragona, duca (n. 1312)
- 1350 - Filippo VI di Francia, re (n. 1293)
- 1358 - Isabella di Francia, regina

## XV secolo(7)
- 1422 - Pedro Fonseca, cardinale portoghese
- 1428 - Guglielmo di Jülich, nobile tedesco (n. 1382)
- 1456 - Vladislav II di Valacchia, militare rumeno
- 1462 - Giosia Acquaviva, nobile e condottiero italiano (n. 1399)
- 1482 - Matilde del Palatinato, nobile e mecenate tedesca (n. 1419)
- 1485 - John Howard, I duca di Norfolk, nobile inglese (n. 1421)
- 1485 - Riccardo III d'Inghilterra, sovrano (n. 1452)

## XVI secolo(19)
- 1504 - Filippo II di Hanau-Lichtenberg, conte tedesco (n. 1462)
- 1504 - Timoteo da Monticchio, presbitero italiano (n. 1444)
- 1510 - Domenico da Cesariano, religioso italiano (n. 1450)
- 1523 - Luciano I di Monaco, monegasco (n. 1487)
- 1532 - William Warham, arcivescovo inglese
- 1540 - Guillaume Budé, umanista francese (n. 1468)
- 1541 - Mạc Thái Tổ, imperatore vietnamita (n. 1483)
- 1545 - Charles Brandon, I duca di Suffolk, diplomatico e nobile inglese (n. 1484)
- 1547 - Niccolò Ardinghelli, cardinale italiano (n. 1503)
- 1550 - Fanino Fanini, artigiano italiano (n. 1520)
- 1553 - John Dudley, I duca di Northumberland, politico, generale e ammiraglio inglese (n. 1504)
- 1553 - Juan de Urbieta, militare spagnolo
- 1572 - Thomas Percy, VII conte di Northumberland, conte britannico (n. 1528)
- 1575 - Cristoforo Fabretti, funzionario e criminale italiano
- 1575 - Paolo Juusten, vescovo luterano finlandese
- 1583 - Marcantonio Maffei, cardinale e arcivescovo italiano (n. 1521)
- 1584 - Jan Kochanowski, scrittore polacco (n. 1530)
- 1586 - Claudio Gonzaga, religioso italiano
- 1599 - Luca Marenzio, compositore, cantore e liutista italiano (n. 1553)

## XVII secolo(28)
- 1607 - Bartholomew Gosnold, esploratore e giurista inglese (n. 1572)
- 1612 - Girolamo Porcia, vescovo cattolico italiano (n. 1559)
- 1614 - Filippo Luigi del Palatinato-Neuburg, conte (n. 1547)
- 1614 - Oda Nobukane, militare giapponese (n. 1548)
- 1618 - Erminio Valenti, cardinale e vescovo cattolico italiano (n. 1564)
- 1620 - Giovanni Evangelista Pallotta, cardinale italiano (n. 1548)
- 1626 - Alessandro Orsini, cardinale italiano (n. 1592)
- 1626 - Isabella di Savoia, nobildonna italiana (n. 1591)
- 1627 - Pellegrino Bertacchi, vescovo cattolico italiano (n. 1567)
- 1630 - Giulio Mancini, medico, collezionista d'arte e scrittore italiano (n. 1559)
- 1640 - Guglielmo Luigi di Nassau-Saarbrücken, nobile tedesco (n. 1590)
- 1643 - Philippe de Carteret II, nobile britannico (n. 1584)
- 1643 - Johann Georg Wirsung, medico, anatomista e chirurgo tedesco (n. 1589)
- 1647 - Giuseppe D'Alesi, condottiero e rivoluzionario italiano (n. 1612)
- 1652 - Jacob De la Gardie, generale e politico svedese (n. 1583)
- 1653 - Augusto di Anhalt-Plötzkau, principe (n. 1575)
- 1655 - Robertus Junius, missionario olandese (n. 1606)
- 1659 - Michał Boym, missionario polacco (n. 1612)
- 1664 - Maria Cunitz, astronoma e matematica tedesca (n. 1610)
- 1678 - Giovanni Battista Falda, incisore italiano (n. 1643)
- 1679 - John Kemble, presbitero inglese (n. 1599)
- 1679 - Giovanni Wall, presbitero e francescano inglese (n. 1620)
- 1680 - Giovanni Giorgio II di Sassonia, nobile tedesco (n. 1613)
- 1685 - Pier Francesco Silvani, architetto italiano (n. 1619)
- 1694 - Samuele Aboab, rabbino italiano (n. 1610)
- 1694 - Bernardo da Offida, religioso italiano (n. 1604)
- 1694 - Maria Sofia De la Gardie, nobile, banchiere e imprenditrice svedese (n. 1627)
- 1700 - Carlos de Sigüenza y Góngora, messicano (n. 1645)

## XVIII secolo(18)
- 1701 - Sauvolle de la Villantry, esploratore e funzionario francese (n. 1671)
- 1711 - Louis François de Boufflers, generale francese (n. 1644)
- 1712 - Sofia Maria d'Assia-Darmstadt, nobile (n. 1661)
- 1729 - Torii Kiyonobu I, pittore giapponese (n. 1664)
- 1741 - Pedro de Castro, generale spagnolo (n. 1678)
- 1745 - Anton Kašutnik, gesuita e scrittore sloveno (n. 1688)
- 1749 - Simone Maria Poggi, drammaturgo e poeta italiano (n. 1685)
- 1752 - Pedro Cebrián, diplomatico spagnolo (n. 1687)
- 1752 - William Whiston, filosofo, teologo e matematico inglese (n. 1667)
- 1760 - Agapito Mosca, cardinale italiano (n. 1678)
- 1764 - Marc-Pierre de Voyer de Paulmy d'Argenson, politico francese (n. 1696)
- 1767 - Maria Luisa di Savoia, principessa (n. 1729)
- 1789 - Johann Heinrich Tischbein il Vecchio, pittore tedesco (n. 1722)
- 1791 - Johann David Michaelis, teologo e orientalista tedesco (n. 1717)
- 1791 - Giustiniana Wynne, scrittrice italiana (n. 1737)
- 1793 - Louis de Noailles, nobile francese (n. 1713)
- 1794 - Achille Pierre Dionis du Séjour, matematico e astronomo francese (n. 1734)
- 1797 - Dagobert Sigmund von Wurmser, feldmaresciallo austriaco (n. 1724)

## XIX secolo(55)
- 1804 - Jean de Dieu-Raymond de Boisgelin de Cucé, cardinale e arcivescovo cattolico francese (n. 1732)
- 1805 - George Villiers Bussy, nobile e politico inglese (n. 1735)
- 1806 - Jean-Honoré Fragonard, pittore francese (n. 1732)
- 1807 - Maria Walpole, nobile inglese (n. 1736)
- 1811 - Juan de Villanueva, architetto spagnolo (n. 1739)
- 1812 - Charles-Étienne Gudin de La Sablonnière, generale francese (n. 1768)
- 1812 - Vincenzo Maria Morelli, arcivescovo cattolico italiano (n. 1741)
- 1815 - José de Iturrigaray, militare spagnolo (n. 1742)
- 1817 - Nakşidil Sultan, georgiana
- 1818 - Warren Hastings, politico britannico (n. 1732)
- 1822 - Juan Canaveris, avvocato e notaio italiano (n. 1748)
- 1828 - Franz Joseph Gall, medico tedesco (n. 1758)
- 1830 - Marinus Willett, politico statunitense (n. 1740)
- 1831 - Jacques Noël Sané, ingegnere francese (n. 1740)
- 1834 - Jacob Georg Christian Adler, orientalista, biblista e numismatico tedesco (n. 1756)
- 1835 - Leopoldo Nobili, fisico e inventore italiano (n. 1784)
- 1838 - Nicolas Brazier, poeta, cantautore e drammaturgo francese (n. 1783)
- 1838 - Jan Verveer, generale olandese (n. 1775)
- 1839 - Benjamin Lundy, oratore e giornalista statunitense (n. 1789)
- 1845 - Károly Andrássy, politico ungherese (n. 1792)
- 1847 - Karl Hartwig Gregor von Meusebach, avvocato e storico della letteratura tedesco (n. 1781)
- 1849 - João Maria Ferreira do Amaral, militare e politico portoghese (n. 1803)
- 1850 - Nikolaus Lenau, poeta austriaco (n. 1802)
- 1853 - Pietro Bachi, linguista italiano (n. 1787)
- 1856 - Silvestro Boito, pittore e miniaturista italiano (n. 1802)
- 1857 - Claude-Étienne Chaillou des Barres, avvocato, politico e scrittore francese (n. 1784)
- 1859 - Chiarissimo Falconieri Mellini, cardinale e arcivescovo cattolico italiano (n. 1794)
- 1860 - Giuseppe De Fabris, scultore e pittore italiano (n. 1790)
- 1860 - Alexandre-Gabriel Decamps, pittore francese (n. 1803)
- 1860 - Samuel Holdheim, rabbino tedesco (n. 1806)
- 1860 - Paolo De Flotte, esploratore, inventore e politico francese (n. 1817)
- 1861 - Xianfeng, imperatore cinese (n. 1831)
- 1862 - Giustino Fortunato, magistrato e politico italiano (n. 1777)
- 1867 - George Percy, V duca di Northumberland, politico britannico (n. 1778)
- 1868 - Pierre-Luc-Charles Ciceri, scenografo francese (n. 1782)
- 1870 - William Lewis, scacchista britannico (n. 1787)
- 1872 - Vincenzo Capriolo, politico italiano (n. 1810)
- 1872 - Pierre-Charles Alexandre Louis, medico, patologo e statistico francese (n. 1787)
- 1875 - Jakob Imobersteg, giudice, avvocato e politico svizzero (n. 1813)
- 1878 - Maria Cristina di Borbone-Due Sicilie, spagnola (n. 1806)
- 1879 - Juan de Jesús Ayala y García, presbitero e politico dominicano (n. 1789)
- 1879 - Friedrich August Kummer, violoncellista, compositore e docente tedesco (n. 1797)
- 1879 - Dmitrij Andreevič Lizogub, rivoluzionario russo (n. 1849)
- 1882 - Gaetano Semenza, patriota, politico e imprenditore italiano (n. 1825)
- 1889 - Filippo Cortese, compositore, organista e direttore d'orchestra italiano (n. 1838)
- 1890 - Vasile Alecsandri, poeta, scrittore e politico romeno (n. 1821)
- 1891 - Jan Neruda, scrittore, poeta e giornalista ceco (n. 1834)
- 1892 - Alfonso Simonetti, pittore italiano (n. 1840)
- 1893 - Ernesto II di Sassonia-Coburgo-Gotha, duca (n. 1818)
- 1894 - Friedrich Heinrich Bidder, fisiologo e anatomista tedesco (n. 1810)
- 1895 - Peter Denny, armatore scozzese (n. 1821)
- 1898 - Richard Bohn, archeologo e architetto tedesco (n. 1849)
- 1898 - Giuseppe Bonardi, patriota e politico italiano (n. 1836)
- 1898 - Paolo IV Esterházy, diplomatico e politico ungherese (n. 1843)
- 1899 - Louis François Léon Friant, militare francese (n. 1822)

## XX secolo(224)
- 1902 - Teresa Stolz, soprano austriaco (n. 1834)
- 1903 - Menotti Garibaldi, politico e militare italiano (n. 1840)
- 1903 - Robert Gascoyne-Cecil, III marchese di Salisbury, nobile e politico britannico (n. 1830)
- 1904 - Kate Chopin, scrittrice statunitense (n. 1850)
- 1904 - Émile Lafourcade-Cortina, schermidore francese (n. 1864)
- 1905 - Emanuele Caggiano, scultore italiano (n. 1837)
- 1908 - Carlo Donati, avvocato e politico italiano (n. 1859)
- 1911 - Theodor Scheimpflug, fotografo e ufficiale austriaco (n. 1865)
- 1913 - Alberto Viriglio, scrittore, poeta e giornalista italiano (n. 1851)
- 1913 - François Oscar de Négrier, militare francese (n. 1839)
- 1914 - Daniel Mercier, calciatore francese (n. 1892)
- 1914 - Ernest Psichari, scrittore e militare francese (n. 1883)
- 1914 - Giacomo Radini-Tedeschi, vescovo cattolico e sociologo italiano (n. 1857)
- 1914 - Francisco Simón y Ródenas, missionario e vescovo cattolico spagnolo (n. 1849)
- 1915 - Augustin Barié, compositore e organista francese (n. 1883)
- 1916 - Pere Falqués, architetto spagnolo (n. 1850)
- 1916 - Victor Liotard, farmacista, esploratore e politico francese (n. 1858)
- 1917 - Carlo Gallardi, militare italiano (n. 1885)
- 1917 - Antonio Grego, militare italiano (n. 1888)
- 1917 - Matthijs Maris, pittore e incisore olandese (n. 1839)
- 1917 - Attilio Mereu, militare italiano (n. 1895)
- 1917 - Ecaterina Teodoroiu, militare rumena (n. 1894)
- 1918 - Korbinian Brodmann, neurologo tedesco (n. 1868)
- 1918 - Alfred Cheetham, esploratore, marinaio e militare britannico (n. 1867)
- 1918 - Francesco Santamaria-Nicolini, politico italiano (n. 1830)
- 1920 - Giovanni Michelazzi, architetto italiano (n. 1879)
- 1920 - Anders Zorn, pittore svedese (n. 1860)
- 1922 - Michael Collins, patriota, politico e militare irlandese (n. 1890)
- 1922 - Liberato Marcial Rojas, politico, giornalista e poeta paraguaiano (n. 1870)
- 1922 - Sofia Scalchi, contralto italiana (n. 1850)
- 1922 - Hamdan bin Zayed Al Nahyan, sovrano emiratino (n. 1881)
- 1923 - Vittorio Camerana, generale italiano (n. 1855)
- 1925 - Zigfrīds Anna Meierovics, politico lettone (n. 1887)
- 1926 - Charles W. Eliot, educatore statunitense (n. 1834)
- 1927 - Pietro Fenoglio, architetto e ingegnere italiano (n. 1865)
- 1929 - Richard Heinze, filologo classico e latinista tedesco (n. 1867)
- 1929 - Otto Liman von Sanders, generale tedesco (n. 1855)
- 1929 - Giuseppe Motta, ufficiale e aviatore italiano (n. 1894)
- 1931 - César Thomson, violinista, docente e compositore belga (n. 1857)
- 1932 - Crescentino Caselli, ingegnere e architetto italiano (n. 1849)
- 1932 - William Clegg, calciatore e politico inglese (n. 1852)
- 1932 - Marcello Consiglio, dirigente sportivo e calciatore italiano (n. 1894)
- 1932 - Raimondo Jaffei, vescovo cattolico italiano (n. 1847)
- 1934 - Francesco Lorenzo Pullè, glottologo, politico e militare italiano (n. 1850)
- 1935 - Frantz Jourdain, architetto, critico d'arte e scrittore belga (n. 1847)
- 1935 - Paulos Kountouriōtīs, ammiraglio e politico greco (n. 1855)
- 1935 - Muhammad Rashid Rida, teologo siriano (n. 1865)
- 1936 - Melquíades Álvarez, avvocato e politico spagnolo (n. 1864)
- 1936 - Narciso de Esténaga y Echevarría, vescovo cattolico spagnolo (n. 1882)
- 1936 - José María Hinojosa, poeta e scrittore spagnolo (n. 1904)
- 1936 - Ida Lumley, nobildonna inglese (n. 1848)
- 1936 - Floyd B. Olson, politico statunitense (n. 1891)
- 1936 - Michail Pavlovič Tomskij, sindacalista e rivoluzionario sovietico (n. 1880)
- 1939 - Luigi Costigliolo, ginnasta italiano (n. 1892)
- 1940 - Isidro Gomá y Tomás, cardinale e arcivescovo cattolico spagnolo (n. 1869)
- 1940 - Oliver Joseph Lodge, fisico britannico (n. 1851)
- 1940 - Gerald Strickland, politico maltese (n. 1861)
- 1941 - Francisco de Campos Barreto, vescovo cattolico brasiliano (n. 1877)
- 1941 - Sébastienne Guyot, ingegnera e mezzofondista francese (n. 1896)
- 1941 - Heino Veskila, cestista estone (n. 1918)
- 1942 - Diego De Minicis, scultore e pittore italiano (n. 1913)
- 1942 - Pietro Fasil, militare italiano (n. 1921)
- 1942 - Michel Fokine, ballerino e coreografo russo (n. 1880)
- 1942 - Louis Gauchat, linguista e filologo svizzero (n. 1866)
- 1942 - Hans Löhr, attore tedesco (n. 1922)
- 1942 - Murdock MacQuarrie, attore, regista e sceneggiatore statunitense (n. 1878)
- 1942 - Alice Duer Miller, scrittrice e poetessa statunitense (n. 1874)
- 1943 - Luigi Fausti, presbitero, storico e storico dell'arte italiano (n. 1883)
- 1943 - Giovanni Laterza, editore italiano (n. 1873)
- 1944 - Umberto Bagnasco, calciatore italiano (n. 1892)
- 1944 - Giovanni Lorenzoni, economista e sociologo italiano (n. 1873)
- 1944 - Luigi Maglione, diplomatico italiano (n. 1877)
- 1945 - Roland Heinrich Scholl, chimico svizzero (n. 1865)
- 1946 - Alessandro Luzio, giornalista e storico italiano (n. 1857)
- 1946 - Luigi Maggi, attore e regista italiano (n. 1867)
- 1946 - Döme Sztójay, generale, diplomatico e politico ungherese (n. 1883)
- 1947 - Hans Eicke, velocista tedesco (n. 1885)
- 1947 - Alfei Jürgenson, calciatore estone (n. 1904)
- 1948 - Josef Bühler, funzionario tedesco (n. 1904)
- 1951 - Harry Blackstaffe, canottiere britannico (n. 1868)
- 1951 - Ernesto Bosch, avvocato, diplomatico e politico argentino (n. 1863)
- 1952 - Giovanni Castellano, cuoco e pasticciere italiano (n. 1873)
- 1952 - Enrico Agostino Griffini, architetto e ingegnere italiano (n. 1887)
- 1952 - Hiranuma Kiichirō, politico giapponese (n. 1867)
- 1953 - Rudolf Schindler, architetto austriaco (n. 1887)
- 1955 - Ildebrando Vannucci, vescovo cattolico e abate italiano (n. 1890)
- 1957 - Richard Delbrück, archeologo tedesco (n. 1875)
- 1957 - Edward Joseph Dent, musicologo inglese (n. 1876)
- 1957 - Domenico Gariglio, calciatore italiano (n. 1903)
- 1957 - Giovanni Mercati, cardinale, bibliotecario e bizantinista italiano (n. 1866)
- 1958 - Vittorio Grassi, pittore e decoratore italiano (n. 1878)
- 1958 - Joseph E. Hallonquist, aviatore canadese (n. 1895)
- 1958 - Roger Martin du Gard, scrittore e poeta francese (n. 1881)
- 1958 - Dummy Taylor, giocatore di baseball statunitense (n. 1875)
- 1959 - David Meiklejohn, calciatore e allenatore di calcio scozzese (n. 1900)
- 1959 - Attilio Tissi, alpinista, antifascista e politico italiano (n. 1900)
- 1959 - Hermann Tittel, generale tedesco (n. 1888)
- 1960 - Carmelo Floris, pittore e incisore italiano (n. 1891)
- 1960 - André Hugon, regista, sceneggiatore e produttore cinematografico francese (n. 1886)
- 1960 - Eduard Pütsep, lottatore estone (n. 1898)
- 1960 - Paul Schwenk, politico tedesco (n. 1880)
- 1961 - Ida Siekmann, attivista tedesca (n. 1902)
- 1961 - Ossian Skiöld, martellista svedese (n. 1889)
- 1962 - Charles Rigoulot, sollevatore francese (n. 1903)
- 1962 - Rudolf Alexander Schröder, scrittore, architetto e pittore tedesco (n. 1878)
- 1963 - James Broad, allenatore di calcio e calciatore inglese (n. 1891)
- 1963 - Gus Goessling, pallanuotista statunitense (n. 1878)
- 1963 - William Morris, imprenditore britannico (n. 1877)
- 1964 - Symeon Lukač, vescovo cattolico ucraino (n. 1893)
- 1964 - Helena Makowska, attrice polacca (n. 1893)
- 1964 - Cesare Migliorini, dirigente sportivo e allenatore di calcio italiano (n. 1901)
- 1964 - Cecil von Renthe-Fink, ambasciatore tedesco (n. 1885)
- 1964 - Charles Stevens, attore statunitense (n. 1893)
- 1966 - Gunnar Aaby, calciatore danese (n. 1895)
- 1966 - Vladislav Illič-Svityč, linguista sovietico (n. 1934)
- 1966 - Erwin Komenda, designer e progettista austriaco (n. 1904)
- 1966 - Niels Petersen, sollevatore danese (n. 1918)
- 1967 - José Brachi, calciatore uruguaiano (n. 1892)
- 1967 - Pëtr Aleksandrovič Krivonogov, pittore russo (n. 1910)
- 1967 - Gregory Goodwin Pincus, biologo statunitense (n. 1903)
- 1967 - Pëtr Afanas'evič Pokryšev, aviatore e militare sovietico (n. 1914)
- 1967 - William Scott, attore statunitense (n. 1893)
- 1967 - Sanzō Wada, costumista e pittore giapponese (n. 1883)
- 1968 - Carlo Grabher, critico letterario e traduttore italiano (n. 1897)
- 1969 - Maria Antonelli, stilista italiana (n. 1903)
- 1969 - Filippo Rolando, paroliere, compositore e direttore d'orchestra italiano (n. 1900)
- 1970 - Bernardo Giner de los Ríos, architetto, scrittore e politico spagnolo (n. 1888)
- 1970 - Hermann Knaus, chirurgo austriaco (n. 1892)
- 1970 - Adolf Merkl, giurista e filosofo austriaco (n. 1890)
- 1970 - Vladimir Jakovlevič Propp, linguista e antropologo russo (n. 1895)
- 1971 - Birger Nerman, archeologo e scrittore svedese (n. 1888)
- 1972 - Sanzio Blasi, scultore italiano (n. 1895)
- 1972 - Muhamméd-Gabdulháj Kurbangalíev, insegnante, religioso e attivista russo (n. 1889)
- 1972 - Ángel Romano, calciatore uruguaiano (n. 1893)
- 1973 - Louise Huff, attrice statunitense (n. 1895)
- 1973 - Stanton Macdonald-Wright, pittore statunitense (n. 1890)
- 1974 - Jacob Bronowski, matematico, biologo e scrittore polacco (n. 1908)
- 1974 - Giacomo Ferrari, politico italiano (n. 1887)
- 1974 - Sverre Hansen, calciatore norvegese (n. 1913)
- 1974 - Eugeniusz Kwiatkowski, politico e economista polacco (n. 1888)
- 1974 - Keith Wegeman, saltatore con gli sci statunitense (n. 1929)
- 1975 - Andrzej Mostowski, matematico e logico polacco (n. 1913)
- 1976 - Juscelino Kubitschek de Oliveira, politico e medico brasiliano (n. 1902)
- 1976 - Feliciano Perducca, calciatore argentino (n. 1901)
- 1977 - Marziano Bernardi, giornalista, saggista e scrittore italiano (n. 1897)
- 1978 - Piero Caleffi, politico, partigiano e antifascista italiano (n. 1901)
- 1978 - Helena Kagan, medico israeliano (n. 1889)
- 1978 - Jomo Kenyatta, politico keniota (n. 1889)
- 1978 - Stefano Pugliese, ammiraglio italiano (n. 1901)
- 1978 - Ignazio Silone, scrittore, giornalista e politico italiano (n. 1900)
- 1979 - Gianni Buffardi, produttore cinematografico, regista e sceneggiatore italiano (n. 1930)
- 1979 - James Thomas Farrell, scrittore statunitense (n. 1904)
- 1979 - Richard Simonton, imprenditore statunitense (n. 1915)
- 1980 - Gabriel González Videla, politico cileno (n. 1898)
- 1980 - James Smith McDonnell, aviatore statunitense (n. 1899)
- 1980 - Cosmé McMoon, pianista messicano (n. 1901)
- 1980 - Alfred Neubauer, dirigente sportivo austriaco (n. 1891)
- 1980 - Kishore Sahu, regista, sceneggiatore e produttore cinematografico indiano (n. 1915)
- 1980 - Ruth Stout, scrittrice statunitense (n. 1884)
- 1980 - Umberto Tommasini, anarchico italiano (n. 1896)
- 1981 - Ludwig Janda, calciatore e allenatore di calcio tedesco (n. 1919)
- 1981 - Enrique Maier, tennista spagnolo (n. 1910)
- 1981 - Alfredo Meschi, pittore italiano (n. 1905)
- 1981 - Glauber Rocha, regista, sceneggiatore e produttore cinematografico brasiliano (n. 1939)
- 1981 - Lü Wencheng, compositore e musicista cinese (n. 1898)
- 1982 - Luigi Balduzzi, politico italiano (n. 1898)
- 1982 - John Boxer, attore inglese (n. 1909)
- 1982 - Vittorio Giovine, generale e aviatore italiano (n. 1891)
- 1982 - Riccardo Rauchi, sassofonista, cantante e compositore italiano (n. 1920)
- 1983 - Elsa Chauvel, regista e attrice australiana (n. 1898)
- 1983 - Mario Tadini, imprenditore e pilota automobilistico italiano (n. 1905)
- 1984 - Freddie Steele, pugile e attore statunitense (n. 1912)
- 1985 - Aleksandra Chochlova, attrice sovietica (n. 1897)
- 1985 - Charles Gibson, storico e etnologo statunitense (n. 1920)
- 1985 - Cesare Marchia, politico italiano (n. 1905)
- 1985 - Gisa Radicchi Levi, montatrice italiana (n. 1905)
- 1986 - Celâl Bayar, politico turco (n. 1883)
- 1986 - Bruce Cowling, attore statunitense (n. 1919)
- 1986 - Dezider Kostka, calciatore slovacco (n. 1913)
- 1987 - Arne Brustad, calciatore norvegese (n. 1912)
- 1987 - Fabrizio Sarazani, scrittore, drammaturgo e giornalista italiano (n. 1905)
- 1988 - Bruno Bianchi, velista italiano (n. 1904)
- 1988 - Ludwig Gschossmann, pittore tedesco (n. 1913)
- 1988 - Jens Peter Larsen, musicologo e organista danese (n. 1902)
- 1988 - Astro Mari, clarinettista, paroliere e compositore italiano (n. 1911)
- 1989 - Norah Aiton, architetta britannica (n. 1904)
- 1989 - George Bernard Flahiff, cardinale e arcivescovo cattolico canadese (n. 1905)
- 1989 - Robert Grondelaers, ciclista su strada belga (n. 1933)
- 1989 - Lillebil Ibsen, attrice norvegese (n. 1899)
- 1989 - Aleksandr Sergeevič Jakovlev, generale e politico sovietico (n. 1906)
- 1989 - Huey Newton, attivista statunitense (n. 1942)
- 1989 - Diana Vreeland, giornalista statunitense (n. 1903)
- 1990 - Luigi Dadaglio, cardinale e arcivescovo cattolico italiano (n. 1914)
- 1990 - Boris Evdokimovič Ščerbina, politico sovietico (n. 1919)
- 1991 - Siro Angeli, poeta, drammaturgo e sceneggiatore italiano (n. 1913)
- 1991 - Colleen Dewhurst, attrice canadese (n. 1924)
- 1991 - Boris Pugo, politico sovietico (n. 1937)
- 1992 - Vesna Bugarski, architetto jugoslavo (n. 1930)
- 1992 - Gerald Ketchum, militare statunitense (n. 1908)
- 1992 - Ljubomir Kokeza, calciatore e allenatore di calcio jugoslavo (n. 1920)
- 1992 - Arnaldo Tagliatti, pugile e attore italiano (n. 1914)
- 1993 - Marie Susini, scrittrice francese (n. 1916)
- 1994 - Gary Jasgur, attore statunitense (n. 1935)
- 1995 - Grazia Cherchi, scrittrice, giornalista e curatrice editoriale italiana (n. 1937)
- 1995 - René Notten, allenatore di calcio e calciatore olandese (n. 1949)
- 1996 - Tadashi Nakajima, aviatore e militare giapponese (n. 1910)
- 1997 - Alvaro d'Orléans, nobile francese (n. 1910)
- 1997 - Matti Sippala, giavellottista e multiplista finlandese (n. 1908)
- 1997 - Robin Skelton, scrittore e poeta britannico (n. 1925)
- 1997 - Mary Louise Smith, politica e attivista statunitense (n. 1914)
- 1997 - Roy Zimmerman, giocatore di football americano statunitense (n. 1918)
- 1998 - Silvio Cinquini, matematico italiano (n. 1906)
- 1998 - Sergio Fiorentino, pianista italiano (n. 1927)
- 1998 - Elena Garro, giornalista, sceneggiatrice e scrittrice messicana (n. 1916)
- 1998 - Carme Guasch i Darné, poetessa spagnola (n. 1928)
- 1999 - Aleksandr Sergeevič Dem'janenko, attore cinematografico e attore teatrale russo (n. 1937)
- 1999 - Enrico Paulucci, pittore italiano (n. 1901)
- 1999 - Guido Toffoletti, musicista italiano (n. 1951)
- 1999 - Othmar Winkler, artista e scultore italiano (n. 1907)
- 2000 - Dino Caponi, pittore italiano (n. 1920)
- 2000 - Giovanni Carozzo, editore italiano (n. 1948)
- 2000 - Abülfaz Elçibay, politico azero (n. 1938)
- 2000 - Rina Gigli, soprano italiano (n. 1916)
- 2000 - Professor Tanaka, wrestler, attore e pugile statunitense (n. 1930)

## XXI secolo(126)
- 2001 - John Anderson, calciatore scozzese (n. 1929)
- 2001 - Tat'jana Averina, pattinatrice di velocità su ghiaccio sovietica (n. 1950)
- 2001 - Mauro Bicicli, calciatore e allenatore di calcio italiano (n. 1935)
- 2001 - Bernard Heuvelmans, zoologo belga (n. 1916)
- 2001 - Bobby Johnstone, calciatore scozzese (n. 1929)
- 2001 - Woody Pitzer, cestista e allenatore di pallacanestro statunitense (n. 1910)
- 2001 - Jean Séphériades, canottiere francese (n. 1922)
- 2001 - Luís Carlos Vinhas, pianista e compositore brasiliano (n. 1940)
- 2002 - Mikayıl Abdullayev, pittore azero (n. 1921)
- 2002 - Zygmunt Koralewski, vescovo vetero-cattolico polacco (n. 1936)
- 2002 - Richard Lippold, scultore statunitense (n. 1915)
- 2003 - Imperio Argentina, attrice, cantante e ballerina argentina (n. 1910)
- 2003 - Tony Rudd, dirigente sportivo, ingegnere e progettista britannico (n. 1923)
- 2003 - Charles Van den Ouwelant, missionario e vescovo cattolico olandese (n. 1911)
- 2003 - Antonio Zampolli, linguista e lessicografo italiano (n. 1937)
- 2004 - Flavio Merkel, critico cinematografico italiano (n. 1942)
- 2004 - Daniel Petrie, regista canadese (n. 1920)
- 2004 - Reginaldo Polloni, canottiere italiano (n. 1916)
- 2005 - Luc Ferrari, compositore francese (n. 1929)
- 2006 - José Parodi, calciatore e allenatore di calcio paraguaiano (n. 1932)
- 2007 - Grace Paley, scrittrice, poetessa e attivista statunitense (n. 1922)
- 2007 - Butch van Breda Kolff, cestista, allenatore di pallacanestro e dirigente sportivo statunitense (n. 1922)
- 2008 - Maria Luisa Aguirre D'Amico, scrittrice e traduttrice italiana (n. 1925)
- 2008 - Jeff MacKay, attore statunitense (n. 1948)
- 2008 - Robert Pintenat, calciatore e allenatore di calcio francese (n. 1948)
- 2009 - Muriel Duckworth, attivista canadese (n. 1908)
- 2009 - Erkki Laine, hockeista su ghiaccio finlandese (n. 1957)
- 2009 - Alfredo Mariotti, basso italiano (n. 1932)
- 2010 - Raúl Belén, calciatore argentino (n. 1931)
- 2010 - Stjepan Bobek, calciatore e allenatore di calcio jugoslavo (n. 1923)
- 2010 - Francesco Cascioli, giornalista, scrittore e illustratore italiano (n. 1953)
- 2010 - Gheorghe Fiat, pugile rumeno (n. 1929)
- 2010 - Ariel Olascoaga, cestista uruguaiano (n. 1929)
- 2011 - Ettore Caracciolo, psicologo italiano (n. 1933)
- 2011 - Arvedo Cecchini, lottatore italiano (n. 1924)
- 2011 - Sofiene Chaari, attore tunisino (n. 1962)
- 2011 - Joan Gerber, doppiatrice statunitense (n. 1935)
- 2011 - Jesper Klein, attore e doppiatore danese (n. 1944)
- 2011 - Jack Layton, politico canadese (n. 1950)
- 2011 - Jerry Leiber, paroliere statunitense (n. 1933)
- 2011 - Loriot, comico e umorista tedesco (n. 1923)
- 2011 - Žarko Nikolić, calciatore jugoslavo (n. 1936)
- 2011 - Vettor Pisani, pittore, architetto e drammaturgo italiano (n. 1934)
- 2012 - Nina Bawden, scrittrice inglese (n. 1925)
- 2012 - Nilo Riva, dirigente sportivo, hockeista su ghiaccio e ingegnere italiano (n. 1945)
- 2012 - Paul Shan Kuo-hsi, cardinale e vescovo cattolico cinese (n. 1923)
- 2013 - Pál Borbély, cestista ungherese (n. 1928)
- 2013 - Keiko Fuji, cantante e attrice giapponese (n. 1951)
- 2013 - Petr Kment, lottatore cecoslovacco (n. 1942)
- 2013 - Giovanna Marturano, partigiana e antifascista italiana (n. 1912)
- 2013 - Jana Mason, cantante e attrice statunitense (n. 1929)
- 2013 - Jetty Paerl, cantante olandese (n. 1921)
- 2014 - Philip Dowson, architetto britannico (n. 1924)
- 2014 - Peter Hopkirk, giornalista e storico inglese (n. 1930)
- 2014 - David Mathers, calciatore scozzese (n. 1931)
- 2014 - Renato Mori, attore, doppiatore e direttore del doppiaggio italiano (n. 1935)
- 2014 - Margaret Northrop, nuotatrice keniota (n. 1934)
- 2014 - Umberto Pellegrini, fisico italiano (n. 1930)
- 2014 - Alberto Rizzotti, editore, agronomo e giornalista italiano (n. 1912)
- 2014 - Catherine Serebriakoff, pittrice russa (n. 1913)
- 2015 - Ángel Atienza, artista e calciatore spagnolo (n. 1931)
- 2015 - Gabriele Calvi, psicologo, imprenditore e politico italiano (n. 1925)
- 2015 - Marija Golubničaja, ostacolista sovietica (n. 1924)
- 2015 - Mariem Hassan, cantante sahrawi (n. 1958)
- 2015 - Ieng Thirith, politica cambogiana (n. 1932)
- 2015 - Andy Mapple, sciatore nautico britannico (n. 1962)
- 2015 - Ángel Papadópulos, allenatore di calcio e calciatore messicano (n. 1925)
- 2015 - Eric Thompson, pilota automobilistico britannico (n. 1919)
- 2015 - Charles Tomlinson, poeta e traduttore inglese (n. 1927)
- 2015 - Lou Tsioropoulos, cestista statunitense (n. 1930)
- 2015 - William Rowe, filosofo e educatore statunitense (n. 1931)
- 2015 - Erika Zuchold, ginnasta tedesca (n. 1947)
- 2016 - José Berico, calciatore brasiliano (n. 1942)
- 2016 - Michael Brooks, cestista e allenatore di pallacanestro statunitense (n. 1958)
- 2016 - Masuma Esmati Wardak, scrittrice e politica afghana (n. 1930)
- 2016 - Girolamo Grillo, vescovo cattolico e sociologo italiano (n. 1930)
- 2016 - Sellapan Ramanathan, politico singaporiano (n. 1924)
- 2016 - Gilli Smyth, cantante, compositrice e poetessa inglese (n. 1933)
- 2016 - Toots Thielemans, armonicista e chitarrista belga (n. 1922)
- 2017 - John Abercrombie, chitarrista statunitense (n. 1944)
- 2017 - Attilio Cantoni, canottiere italiano (n. 1931)
- 2017 - Mario Milita, doppiatore e attore italiano (n. 1923)
- 2018 - Francesco Cavicchi, pugile italiano (n. 1928)
- 2018 - Francesco Gangemi, politico e giornalista italiano (n. 1934)
- 2018 - Richard Kadison, matematico statunitense (n. 1925)
- 2018 - Ed King, musicista statunitense (n. 1949)
- 2018 - Ralph O'Brien, cestista statunitense (n. 1928)
- 2018 - Donald Gordon Payne, scrittore britannico (n. 1924)
- 2019 - Junior Agogo, calciatore ghanese (n. 1979)
- 2019 - Bobby Dillon, giocatore di football americano statunitense (n. 1930)
- 2019 - Franco Garofalo, attore italiano (n. 1946)
- 2019 - Tom Nissalke, allenatore di pallacanestro statunitense (n. 1932)
- 2020 - Charles Albright, criminale statunitense (n. 1933)
- 2020 - Emil Jula, calciatore rumeno (n. 1980)
- 2020 - Alessandro Mazzinghi, pugile, scrittore e cantante italiano (n. 1938)
- 2020 - Ulla Pia, cantante danese (n. 1945)
- 2020 - Pedro Nájera, calciatore messicano (n. 1929)
- 2020 - Allan Rich, attore statunitense (n. 1926)
- 2021 - Alberto Bica, calciatore uruguaiano (n. 1958)
- 2021 - Marilyn Eastman, attrice statunitense (n. 1933)
- 2021 - Rod Gilbert, hockeista su ghiaccio canadese (n. 1941)
- 2021 - Jack Hirschman, poeta statunitense (n. 1933)
- 2021 - Erina Russo de Caro, storica, giornalista e scrittrice italiana (n. 1936)
- 2021 - Eric Wagner, cantante statunitense (n. 1959)
- 2021 - Edin Šaranović, calciatore e allenatore di calcio bosniaco (n. 1976)
- 2022 - Camillo Arcuri, giornalista e scrittore italiano (n. 1930)
- 2022 - Antonio Brandoli, altista e allenatore di atletica leggera italiano (n. 1939)
- 2022 - David Douglas-Home, XV conte di Home, nobile, politico e dirigente d'azienda scozzese (n. 1943)
- 2022 - Robert Fraisse, schermidore francese (n. 1934)
- 2022 - Jerry Allison, batterista, cantante e cantautore statunitense (n. 1939)
- 2022 - Margaret Urlich, cantante neozelandese (n. 1965)
- 2022 - Rembert George Weakland, arcivescovo cattolico statunitense (n. 1927)
- 2023 - Mathilde van den Brink, politica olandese (n. 1941)
- 2023 - Tom Courtney, mezzofondista e velocista statunitense (n. 1933)
- 2023 - Toto Cutugno, cantautore, compositore e paroliere italiano (n. 1943)
- 2023 - Nicolas Gessner, regista e sceneggiatore ungherese (n. 1931)
- 2023 - Ebrahim Golestan, regista, sceneggiatore e scrittore iraniano (n. 1922)
- 2023 - Martin Laciga, giocatore di beach volley svizzero (n. 1975)
- 2023 - Calyampudi Radhakrishna Rao, statistico e matematico indiano (n. 1920)
- 2024 - Rodica Armion, cestista rumena (n. 1954)
- 2024 - Felice Maurizio D'Ettore, politico italiano (n. 1960)
- 2024 - Peter Lundgren, tennista e allenatore di tennis svedese (n. 1965)
- 2024 - Elena Mannini, costumista italiana (n. 1938)
- 2024 - Umberto Marcato, cantante italiano (n. 1930)
- 2024 - Gerald O'Collins, gesuita e teologo australiano (n. 1931)
- 2024 - Faruq al-Qaddumi, guerrigliero e politico palestinese (n. 1931)